# Конопниця (Люблінське воєводство)
Конопниця (пол. Konopnica) — село в Польщі, у гміні Конопниця Люблінського повіту Люблінського воєводства.
Населення — 1297 осіб (2011).

## Демографія
Демографічна структура станом на 31 березня 2011 року:
|          | Загалом | Допрацездатний вік | Працездатний вік | Постпрацездатний вік |
| -------- | ------- | ------------------ | ---------------- | -------------------- |
| Чоловіки | 649     | 154                | 427              | 68                   |
| Жінки    | 648     | 128                | 396              | 124                  |
| Разом    | 1297    | 282                | 823              | 192                  |